# Barca funeraria de Keops
La barca funeraria de Keops (o barca solar) es un navío de 43,4 m de eslora del Antiguo Egipto que fue enterrado en un foso a los pies de la Gran Pirámide de Guiza, alrededor de 2500 a. C. Posiblemente fue construida para Keops, el segundo faraón de la cuarta dinastía del Imperio Antiguo de Egipto. Fue descubierta en 1954 por Kamal el-Mallakh.

## Historia

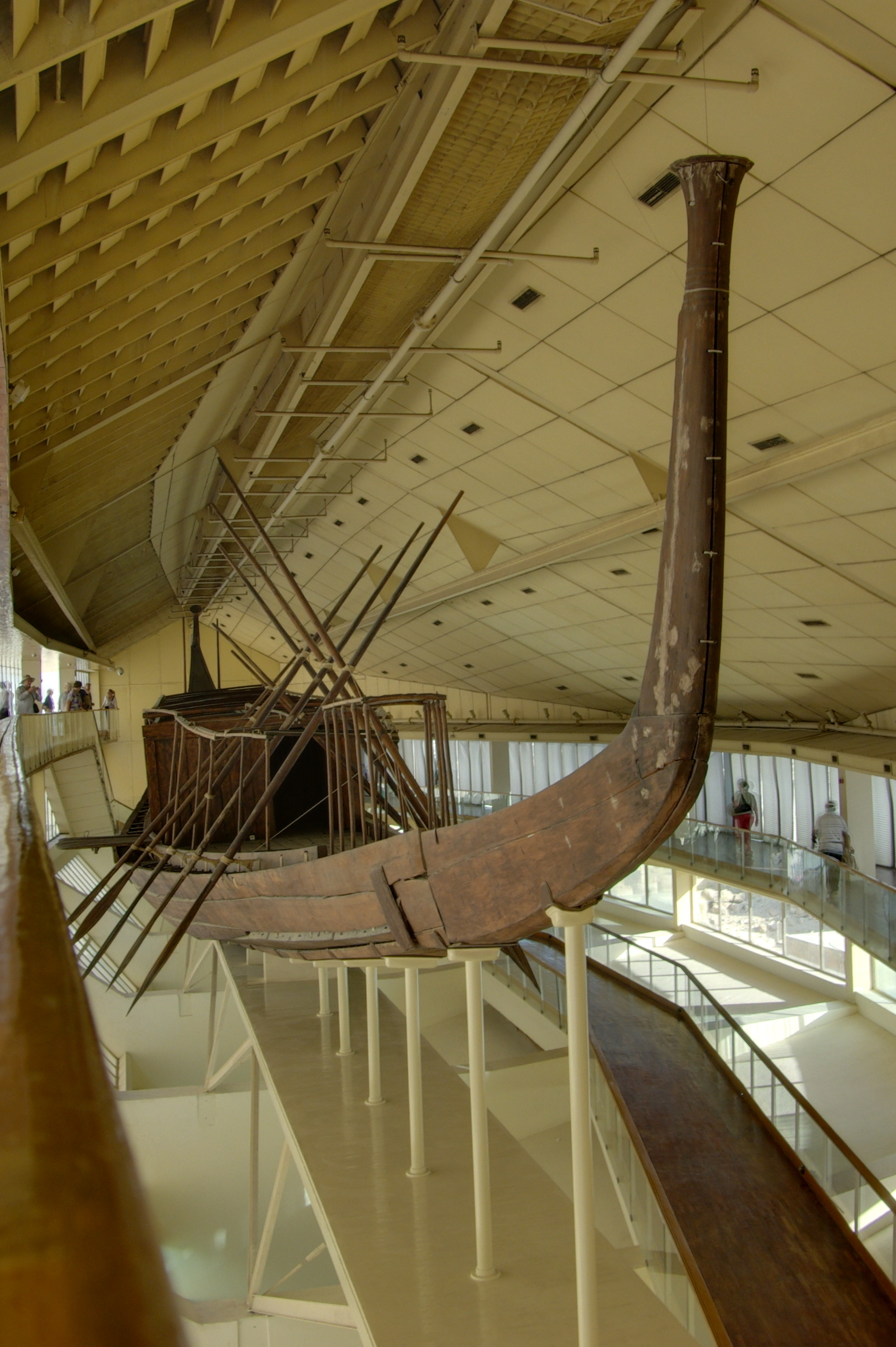
Imagen de la barca funeraria de Keops.

La barca funeraria de Keops fue descubierta en 1954 por Kamal el-Mallakh. Mientras se retiraban una serie de restos de la cara sur de la pirámide se encontró un par de losas de piedra que parecían esconder una trinchera. Aunque el gobierno egipcio no mostró gran interés por la excavación, la insistencia de Kamal el-Mallakh hizo posible que se descubriera la barca funeraria de Keops. Construida con madera de cedro, fue encontrada provista de todos sus aparejos, remos, cuerdas y cabina; estaba desmontada en 1.224 piezas. Después de años de trabajo se consiguió ensamblar todas las piezas. La barca, que sería capaz de transportar 45 toneladas, mide 43'4 m de eslora, 5'6 m de manga y 1'5 m de calado. Las tablas de madera del casco de la barca solar están unidas por cuerdas, y no clavadas. Durante su restauración, la cual tardó más de diez años, se tuvieron que emplear nuevas cuerdas, pero el 95% de las tablas de madera son las originales. Restaurada, se expuso desde 1982 en el museo situado sobre el mismo lugar donde fue encontrada, en el lado sur de la Gran Pirámide de Guiza. Sin embargo, en agosto de 2021, fue trasladada al Gran Museo Egipcio, donde compartirá espacio con una segunda barca de Keops que permaneció enterrada hasta 2012.
Han sido descubiertas cinco fosas de barcas funerarias junto a la Gran Pirámide y cinco más en las proximidades de la de Kefrén.

## Función

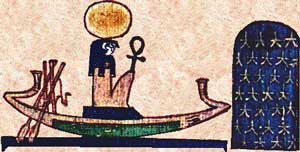
Ra, en su barca solar.

La historia y la función de la barca no se conocen con precisión. Las barcas solares eran navíos rituales que simbolizaban el ciclo de la vida y la muerte mediante el ciclo solar, Ra, a través del cielo. Sin embargo, esta barca contiene signos que indican haber sido usada en el agua, y es posible que la barca funeraria llevara el cuerpo embalsamado del faraón de Menfis a Guiza a través del Nilo, o que Keops lo usara como un "barco de peregrinación" para visitar lugares sagrados y fuera enterrado para usarlo en la vida después de la muerte.
Según varios especialistas, esta barca solar presenta características de una embarcación de alta mar, con una proa levantada, lo que le permitía sobrepasar las olas del mar.